# Tim Rice
Timothy Miles Bindon Rice, más conocido como Tim Rice (Amersham, Buckinghamshire, Inglaterra, 10 de noviembre de 1944), es un autor inglés de letras para musicales, conductor de radio y televisión. Es célebre por haber escrito las letras de la ópera rock Jesucristo Superstar, del musical Evita, en particular la canción No llores por mí, Argentina, y de las películas de Disney Aladdín y El rey león. Su hija es la escritora Eva Rice.

## Biografía
Rice nació en Amersham, Buckinghamshire, Inglaterra, y realizó sus estudios en Aldwickbury School, St. Albans School y Lancing College.
Se ha hecho muy conocido por su trabajo con Andrew Lloyd Webber, con quien escribió Joseph and the Amazing Technicolor Dreamcoat, Jesucristo Superstar y Evita, y su trabajo para Disney con Elton John para El Rey León, así como La bella y la bestia. También ha colaborado con Björn Ulvaeus y Benny Andersson en el musical Chess. También colaboró con Freddie Mercury en Barcelona, álbum que grabó a dúo con la soprano española Montserrat Caballé, escribió las letras para los temas The Fallen Priest y The Golden Boy. 
Fue cofundador del Libro Guinness de Éxitos Simples Británicos y fue su editor desde 1977 a 1996. Rice también se dedica al cricket -fue presidente del Marylebone Cricket Club en 2002- y a las matemáticas. En 1999, Rice fue incluido en el Salón de la Fama de los Autores de canciones. En 2002 fue nombrado "Leyenda Disney".

## Premios y nominaciones
Premios Óscar
| Año  | Categoría              | Trabajo Nominado              | Película    | Resultado |
| ---- | ---------------------- | ----------------------------- | ----------- | --------- |
| 1993 | Mejor canción original | A Whole New World             | Aladdín     | Ganador   |
| 1995 | Mejor canción original | Can You Feel the Love Tonight | El Rey León | Ganador   |
| 1995 | Mejor canción original | Circle of Life                | El Rey León | Nominado  |
| 1995 | Mejor canción original | Hakuna Matata                 | El Rey León | Nominado  |
| 1997 | Mejor canción original | You Must Love Me              | Evita       | Ganador   |

| Premios Globo de Oro | Premios Globo de Oro   | Premios Globo de Oro           | Premios Globo de Oro | Premios Globo de Oro |
| Año                  | Categoría              | Trabajo Nominado               | Resultado            | Ref.                 |
| -------------------- | ---------------------- | ------------------------------ | -------------------- | -------------------- |
| 1993                 | Mejor canción original | A Whole New World              | Ganador              | [ 3 ]                |
| 1995                 | Mejor canción original | Can you feel the love tonight? | Ganador              | [ 3 ]                |
| 1995                 | Mejor canción original | Circle of Life                 | Nominado             | [ 3 ]                |
| 1997                 | Mejor canción original | You Must Love Me               | Ganador              | [ 3 ]                |

| Premios BAFTA | Premios BAFTA         | Premios BAFTA    | Premios BAFTA | Premios BAFTA |
| Año           | Categoría             | Trabajo Nominado | Resultado     | Ref.          |
| ------------- | --------------------- | ---------------- | ------------- | ------------- |
| 1997          | Mejor música original | Evita            | Nominado      | [ 4 ]         |

| Premios Primetime Emmy | Premios Primetime Emmy               | Premios Primetime Emmy                 | Premios Primetime Emmy | Premios Primetime Emmy |
| Año                    | Categoría                            | Trabajo Nominado                       | Resultado              | Ref.                   |
| ---------------------- | ------------------------------------ | -------------------------------------- | ---------------------- | ---------------------- |
| 2018                   | Mejor especial de variedad (en vivo) | Jesus Christ Superstar Live in Concert | Ganador                | [ 5 ]                  |